# Talsperre Jezeří
Die Talsperre Jezeří (tschechisch Vodní nádrž Jezeří, deutsch Moritz-Talsperre, ursprünglich Eisenberger Talsperre) ist eine Trinkwassertalsperre im tschechischen Teil des Erzgebirges. Die Anlage mit ihrer bogenförmigen Bruchsteinmauer ist ein Kulturdenkmal.

## Geographie
Die Talsperre liegt sechs Kilometer nördlich von Jirkov in der Gemeinde Vysoká Pec auf dem Kataster von Podhůří. Sie befindet sich an der östlichen Grenze des Okres Chomutov im Zentrum des Nationalen Naturreservates Jezerka.
Die Talsperre Jezeří liegt inmitten von Wäldern am Südabfall des Erzgebirges am Vesnický potok („Eisenberger Waldbach“). Nördlich erheben sich die Homolka (844 m) und Medvědí skála („Bärenstein“, 924 m), im Nordosten der Janský vrch („Johannisberg“, 739 m), östlich der Jezerka („Seeberg“, 706 m) mit den Resten der Burg Žeberk, im Süden die Tereziína vyhlídka („Theresiensitz“) und westlich die Jedlová („Tannich“, 853 m).
Das gestaute Gewässer ist der Vesnický potok, der seit den 1970er Jahren bei Vysoká Pec in den Podkrušnohorský přivaděč einmündet. Zuvor floss der Bach in Kundratice und Dřínov in zwei Armen in den Kundratický potok („Dorfbach“).
Umliegende Ortschaften sind Červená Jáma im Norden, Jezeří im Osten, Vysoká Pec im Süden, Pyšná im Westen und Lesná im Nordwesten.

## Geschichte
Der Bau der Talsperre begann 1902 nördlich von Hütte in den zum Schloss Eisenberg gehörigen Wäldern auf Veranlassung des Besitzers der Domänen Eisenberg und Neundorf an der Biele-Seeberg, Moritz von Lobkowitz. Sie wurde als Trink- und Brauchwasserreservoir für die Dörfer Neundorf, Kunnersdorf, Hütte, Eisenberg, Seestadtl, Holtschitz und insbesondere die fürstlich lobkowitzische Brauerei in Neundorf errichtet. Das Projekt stammte vom Ingenieur Müller. Bauausführendes Unternehmen war die Firma Rella aus Wien, die italienische Spezialisten in Land holte. 1904 war der Bau der Eisenberger Talsperre vollendet. Am Fuße der Talsperre wurde ein Talsperrenwärterhaus errichtet. Zum Ausgleich des Druckverlustes im Nordböhmischen Becken entstand bei Neundorf ein Wasserturm. Die Baukosten für die Talsperre betrugen 500.000 Kronen.
Moritz von Lobkowitz erlebte die Fertigstellung nicht mehr, er verstarb 1903. Ihm zu Ehren wurde die Eisenberger Talsperre später als Moritz-Talsperre benannt.
Die ursprünglich von der Talsperre versorgten Dörfer wurden seit den 1960er Jahren sämtlich wegen des Braunkohlenabbaus liquidiert. Heute dient die Talsperre Jezeří im Verbund mit den Talsperren Přísečnice, Křimov, Kamenička, Jirkov, Janov und Fláje der Trinkwasserversorgung des gesamten nordböhmischen Braunkohlenbeckens.
Die Talsperre Jezeří liegt im Trinkwasserschutzgebiet I. Ordnung und ist nicht öffentlich zugänglich.